# NGC 7204-1
NGC 7204-1 is een spiraalvormig sterrenstelsel in het sterrenbeeld Zuidervis. Het hemelobject werd op 27 september 1834 ontdekt door de Britse astronoom John Herschel.

## Synoniemen
- ESO 467-8
- MCG -5-52-29
- VV 685
- AM 2204-311
- IRAS 22040-3117
- PGC 68061